# غريفونية بسيطة الأوراق
غريفونية بسيطة الأوراق (الاسم العلمي:Griffonia simplicifolia) هي نوع من النباتات تتبع جنس الغريفونية من الفصيلة البقولية.